# I-23 (tàu ngầm Nhật)
I-23 là một tàu ngầm tuần dương lớp Type-B (巡潜乙型潜水艦 Junsen Otsu-gata sensuikan) được Hải quân Đế quốc Nhật Bản chế tạo trong giai đoạn ngay trước Chiến tranh Thế giới thứ hai. Nhập biên chế năm 1941, nó đã tham gia cuộc tấn công Trân Châu Cảng, rồi tuần tra dọc bờ biển phía Tây Hoa Kỳ. Sau khi sống sót qua đợt không kích xuống Kwajalein của tàu sân bay Hoa Kỳ USS Enterprise vào đầu năm 1942, I-23 mất tích tại khu vực quần đảo Hawaii từ ngày 24 tháng 2, 1942 mà không rõ nguyên nhân.

## Thiết kế và chế tạo

### Thiết kế
Tàu ngầm Type B được cải tiến từ phân lớp KD6 của lớp tàu ngầm Kaidai dẫn trước, và được trang bị một thủy phi cơ nhằm tăng cường khả năng trinh sát. Chúng có trọng lượng choán nước 2.631 tấn (2.589 tấn Anh) khi nổi và 3.713 tấn (3.654 tấn Anh) khi lặn, lườn tàu có chiều dài 108,7 m (356 ft 8 in), mạn tàu rộng 9,3 m (30 ft 6 in) và mớn nước sâu 5,1 m (16 ft 9 in). Con tàu có thể lặn sâu đến 100 m (328 ft), và có một thủy thủ đoàn đầy đủ bao gồm 94 sĩ quan và thủy thủ.
Type B1 trang bị hai động cơ diesel Kampon Mk.2 Model 10 công suất 6.200 mã lực phanh (4.623 kW), mỗi chiếc vận hành một trục chân vịt. Khi lặn, mỗi trục được vận hành bởi một động cơ điện công suất 1.000 mã lực (746 kW). Khi di chuyển trên mặt nước nó đạt tốc độ tối đa 23,6 hải lý trên giờ (43,7 km/h; 27,2 mph) và 8 hải lý trên giờ (15 km/h; 9,2 mph) khi lặn dưới nước, tầm xa hoạt động của Type B1 là 14.000 hải lý (26.000 km; 16.000 mi) ở tốc độ 16 hải lý trên giờ (30 km/h; 18 mph), và có thể lặn xa 96 nmi (178 km; 110 mi) ở tốc độ 3 hải lý trên giờ (5,6 km/h; 3,5 mph).
Những chiếc Type B1 có sáu ống phóng ngư lôi 53,3 cm (21,0 in), tất cả được bố trí trước mũi, và mang theo tổng cộng 17 quả ngư lôi Kiểu 95. Vũ khí trên boong tàu bao gồm khẩu hải pháo 14 cm (5,5 in), và hai pháo phòng không 25 mm Type 96. Hầm chứa máy bay được tích hợp vào tháp chỉ huy và hướng ra phía trước. Máy phóng máy bay được bố trí hướng ra phía trước, trong khi khẩu hải pháo trên boong đặt phía sau. Cách sắp xếp này giúp chiếc thủy phi cơ Yokosuka E14Y tận dụng tốc độ hướng ra trước của con tàu khi được phóng lên.

### Chế tạo
I-23 được đặt lườn như là chiếc Tàu ngầm số 41 tại Xưởng vũ khí Hải quân Yokosuka ở Yokosuka vào ngày 8 tháng 12, 1938. Nó được đổi tên thành I-23 đồng thời được hạ thủy vào ngày 24 tháng 11, 1939, rồi hoàn tất và nhập biên chế vào ngày 27 tháng 9, 1941, dưới quyền chỉ huy của Hạm trưởng, Trung tá Hải quân Shibata Genichi.

## Lịch sử hoạt động

### 1941
Ngay khi nhập biên chế, I-23 được phối thuộc cùng Quân khu Hải quân Yokosuka. Vào ngày 27 tháng 9, 1941, nó cùng các tàu ngầm I-21 và I-22 được điều về Đội tàu ngầm 3 thuộc Hải đội Tàu ngầm 1, trực thuộc Đệ Lục hạm đội. Vào ngày 10 tháng 11, bên trên soái hạm Katori, Phó đô đốc Shimizu Mitsumi, Tư lệnh Đệ Lục hạm đội, công bố Kế hoạch Z, là kế hoạch tấn công căn cứ Trân Châu Cảng của Hải quân Hoa Kỳ, mở màn cho cuộc xung đột tại Thái Bình Dương.

#### Tấn công Trân Châu Cảng
Khi lực lượng Hải quân Nhật Bản bắt đầu được huy động để chuẩn bị cho Kế hoạch Z, I-23 khởi hành từ Yokosuka vào ngày 20 tháng 11, 1941, đi đến vịnh Hitokappu, Etorofu (nay là đảo Iturup) thuộc quần đảo Kuril ba ngày sau đó, nơi Không hạm đội 1 được tập trung. Tại đây I-23 cùng các tàu ngầm I-19 và I-21 được điều về thành phần hộ tống cho Lực lượng Cơ động (Kidō Butai), rồi cùng hạm đội khởi hành vào ngày 26 tháng 11 để hướng sang quần đảo Hawaii; họ đảm nhiệm vai trò trinh sát phía trước lực lượng. Lúc đang trên đường đi, vào ngày 2 tháng 12, nó nhận được thông điệp từ Hạm đội Liên hợp: "Leo núi Niitaka 1208" (tiếng Nhật: Niitakayama nobore 1208), là mật lệnh cho biết chiến sự với Khối Đồng Minh sẽ bắt đầu vào ngày 8 tháng 12 (theo giờ Nhật Bản, tức ngày 7 tháng 12 tại Hawaii bên kia đường đổi ngày).
Vào lúc diễn ra cuộc Tấn công Trân Châu Cảng vào ngày 7 tháng 12, I-23 tuần tra ở khu vực phía Bắc Oahu. Vào ngày 9 tháng 12, tàu ngầm I-6 báo cáo phát hiện một tàu sân bay lớp Lexington cùng hai tàu tuần dương ngoài khơi Oahu đang đi về hướng Đông Bắc; vì vậy I-23 cùng các tàu ngầm khác được lệnh truy đuổi. Trên đường đi, nó bị máy bay tuần tra đối phương phát hiện nên phải lặn khẩn cấp để né tránh, vô tình xuống đến độ sâu 120 m (390 ft). Nó không thể đuổi kịp mục tiêu.

#### Tuần tra dọc bờ Tây Hoa Kỳ
Vào ngày 14 tháng 12, I-23 cùng với Hải đội Tàu ngầm 1 được lệnh tham gia cùng các tàu ngầm I-10 và I-26, để tuần tra dọc theo vùng bờ Tây Hoa Kỳ nhằm đánh phá tàu bè đối phương, đồng thời chuẩn bị cho một đợt bắn phá các thành phố tại lục địa Hoa Kỳ. Nó đi đến khu vực tuần tra được chỉ định ngoài khơi vịnh Monterey, khoảng 75 mi (121 km) về phía Nam San Francisco, California vào ngày 18 tháng 12. Hai ngày sau đó, lúc 14 giờ 15 phút, ở vị trí 20 mi (32 km) ngoài khơi Cypress Point, Monterey, chiếc tàu ngầm trồi lên mặt nước để tấn công tàu chở dầu SS Agwiworld (6.771 tấn) bằng hải pháo, nhưng mục tiêu chạy zig-zag hết tốc độ và lẫn tránh được trong bối cảnh biển động. Đến ngày 25 tháng 12, I-23 rời khu vực bờ Tây Hoa Kỳ để quay trở về vùng biển đảo san hô Palmyra.
Lúc chiều tối ngày 1 tháng 1, 1942, I-23 tìm cách trinh sát Palmyra qua kính tiềm vọng, nhưng bị đối phương bắn phá nên phải rút lui. Nó tìm cách trinh sát một lần nữa vào đêm hôm sau. Đến ngày 3 tháng 1, nó đi đến khu vực quần đảo Hawaii, rồi lên đường hai ngày sau đó để quay trở về căn cứ Kwajalein.

### 1942

#### Chiến dịch K
Vào tháng 1, 1942, Bộ Tổng tham mưu Hải quân Nhật Bản quyết định tiến hành Chiến dịch K-1, một kế hoạch ném bom Trân Châu Cảng nhằm ngăn trở việc sửa chữa tàu bè tại đây. Theo kế hoạch, hai thủy phi cơ Kawanishi H8K "Emily" sẽ xuất phát từ đảo Wotje thuộc quần đảo Marshall để bay đến bãi đá Frigate Pháp thuộc quần đảo Tây Bắc Hawaii, rồi sau khi được tiếp nhiên liệu từ các tàu ngầm I-15, I-19 và I-26 chúng sẽ tiếp tục bay đến Trân Châu Cảng cách 500 nmi (930 km) về phía Tây Nam. I-23 sẽ tuần tra phía Nam Hawaii để trinh sát thời tiết và phục vụ tìm kiếm và giải cứu nếu những thủy phi cơ buộc phải hạ cánh khẩn cấp; trong khi đó I-9 vốn chưa quay về Kwajalein sẽ phục vụ như cột mốc vô tuyến giữa Wotje và đá Frigate Pháp, trợ giúp dẫn đường các máy bay trong chặng đầu tiên của hành trình.

#### Không kích Kwajalein
Lực lượng Đặc nhiệm 8 Hoa Kỳ, vốn hình thành chung quanh tàu sân bay USS Enterprise vào do Phó đô đốc William Halsey Jr. chỉ huy, đã tiến hành không kích xuống Kwajalein và Wotje vào ngày 1 tháng 2. Bom đã ném trúng và gây hư hại cho soái hạm Katori của Đệ Lục hạm đội, và khiến Phó đô đốc tư lệnh Shimizu Mitsumi bị thương. Vào lúc diễn ra cuộc không kích, I-23 cùng với I-26 đang được tiếp liệu cặp bên mạn tàu tiếp liệu tàu ngầm Yasukuni Maru. Nó đã chống trả bằng hỏa lực phòng không trong khi tìm cách vứt bỏ hàng tiếp liệu xuống biển. Khi Yasukuni Maru trúng một quả bom, một thành viên khẩu đội 25-mm phòng không của I-23 đã bị thương do mảnh bom, và khiến xăng máy bay dành cho chiếc thủy phi cơ bị bắt lửa. Sau cuộc tấn công, chiếc tàu ngầm tham gia vào cuộc truy đuổi lực lượng đặc nhiệm đối phương nhưng bất thành.

#### Bị mất
I-23 xuất phát từ Kwajalein vào ngày 5 tháng 2 để tiến hành Chiến dịch K-1. Nó đi đến vị trí 200 mi (320 km) về phía Nam Oahu vào ngày 8 tháng 2, rồi đến ngày 14 tháng 2 đã báo cáo về căn cứ đang ở phía Nam Oahu. Chiếc tàu ngầm gửi báo cáo cuối cùng lúc 23 giờ 30 phút (giờ Nhật Bản) ngày 24 tháng 2, rồi sau đó mất liên lạc. Đến ngày 28 tháng 2, Hải quân Nhật Bản công bố I-23 có thể đã bị mất tại khu vực quần đảo Hawaii với tổn thất toàn bộ 96 người trên tàu, bao gồm Thiếu tá Hải quân Konishi Masayoshi, sĩ quan tham mưu Hạm đội Liên hợp. Tên nó được cho rút khỏi đăng bạ hải quân vào ngày 30 tháng 4, 1942.